# Literaricum Lech
El Literaricum Lech es un foro y congreso literario que se celebra en Lech am Arlberg, en Vorarlberg (Austria). Su objetivo es debatir sobre la literatura clásica y contemporánea de forma accesible, innovadora y divertida. Se estrenó del 8 al 10 de julio de 2021.

## Organización
La periodista cultural suizo-alemana Nicola Steiner es la responsable de la organización y concepción del Literaricum Lech. Está asesorada por el escritor de Vorarlberg Michael Köhlmeier, co-iniciador del Philosophicum Lech, así como por el también reconocido escritor y literato austriaco Raoul Schrott.
El Literaricum Lech organiza debates literarios clásicos, así como literatura infantil y juvenil y poetry slams con el objetivo de ofrecer una aproximación clara y accesible a la literatura.
Se pretende que en cada edición del Literaricum Lech se destaque una obra clásica de la literatura universal. Este clásico puede, pero no tiene por qué, ser retomado a lo largo del festival. En 2021, Daniel Kehlmann pronuncia el discurso de apertura sobre Simplicius Simplicissimus del poeta barroco Hans Jakob Christoffel von Grimmelshausen.